# Serra da Cantareira
A Serra da Cantareira é uma serra brasileira localizada ao norte da cidade de São Paulo, com 64 800 hectares de área. Abrange os municípios de São Paulo, Guarulhos, Mairiporã e Caieiras, separados pela Serra da Pirucaia.
Sua encosta sul pertence ao Parque Estadual da Cantareira, reserva possuidora de 7 916 hectares — o equivalente a 8 mil campos de futebol —, sendo, portanto, uma das maiores florestas urbanas do planeta, e faz parte da Reserva da Biosfera do Cinturão Verde da cidade de São Paulo pela UNESCO. Apresenta também normas rígidas de preservação da mata atlântica nativa, portando poucas trilhas.
Já na face norte, em Mairiporã, encontram-se diversos bairros nobres, condomínios de alto padrão e estradas e trilhas destinadas à pratica de Mountain Bike. As partes mais altas encontram-se nos distritos de Brasilândia (1 208 m), Perus (1 201 m), Tremembé (1 190 m) e Cabuçu de Cima (1 186 m) em  Guarulhos. O sistema de abastecimento da serra já forneceu água para quase 80% da cidade de São Paulo no início do século XX.

## História
Nos séculos XVI e XVII a região era a rota dos tropeiros, comerciantes que se deslocavam por meio de carretas puxadas por muares e cavalos. Estabeleciam o comércio entre a cidade de São Paulo e outras regiões do país, em especial Minas Gerais e Goiás. Esses armazenavam seus estoques de água em jarros chamados cântaros, colocados em prateleiras chamadas de "cantareira", razão do nome da serra.

Anos depois grande parte da floresta nativa foi derrubada para o cultivo de café, erva mate e cana de açúcar. O êxodo rural e as imigrações causaram um grande crescimento populacional na cidade de São Paulo. No século XIX a futura metrópole sofreu de graves problemas no abastecimento de água. Por meio de estudos geológicos percebeu-se que a solução do problema viria da utilização do Ribeirão da Pedra Branca, localizado na serra.
Devido à sua proximidade com o reservatório da Consolação, houve a captação de água dessa localidade. Para a construção dessa estação de abastecimento houve a criação da linha férrea do Tramway da Cantareira, o Trenzinho da Cantareira, imortalizado na canção Trem das Onze, de Adoniran Barbosa.
Inicialmente era utilizada para locomoção de trabalhadores e materiais de construção e pouco tempo depois de aberta começou também a transportar passageiros para os bairros da periferia da cidade, fator que causou o desenvolvimento e povoamento da Zona Norte.
Ao mesmo tempo, o Governo desapropriou diversas propriedades rurais visando recuperar a mata devastada pela agricultura e manter preservados os mananciais de água para garantir das represas Engordador, Barrocada e Cabuçu. Anos depois a natureza se recompôs, voltando ao seu estado original. Iniciado em 1909, o sistema de abastecimento fornecia água para quase 80% da capital.
Em 1963 a região da Serra tornou-se Reserva Florestal, já em 1986 grande parte da mesma transformou-se no Parque Estadual da Cantareira, unidade de preservação. Em 1993 a Reserva da Biosfera do Cinturão Verde de São Paulo, da qual faz parte, foi reconhecida pela UNESCO como parte integrante da Reserva da Biosfera da Mata Atlântica.

### Desastres aéreos
A serra já foi palco de diversos acidentes aéreos emblemáticos. O primeiro foi em 24 de março de 1938, quando um Junkers Ju 52 chocou-se contra a serra, matando todas as 5 pessoas que estavam no avião. Três anos depois, no dia 12 de agosto de 1941, o avião em que estava o engenheiro e político brasileiro, e ex-presidente da CBF, o senhor Álvaro Catão se chocou contra a montanha da serra, levando-o à morte. Já no dia 18 de março de 1977, o avião em que viajava o piloto de F1 José Carlos Pace, um pequeno monomotor de propriedade do também piloto Marivaldo Fernandes, bateu numa árvore na Serra da Cantareira, município de Mairiporã, após decolar do Campo de Marte no início de uma violenta tempestade, tendo Pace morte imediata.
Em 2 de março de 1996, às 23h16min, um avião Learjet 25, pertencente a uma empresa de táxi aéreo, chocou-se contra um dos morros da serra, matando todos os integrantes da banda de rock cômico Mamonas Assassinas, que estavam no avião.
Em 2 de dezembro de 2019, às 09h22min foi registrada a ocorrência sobre a queda de uma aeronave bimotor, modelo King Air, de prefixo PP-BSS nas proximidades da Estrada de Santa Inês com a Estrada da Roseira, próximo da divisa dos municípios de São Paulo e Mairiporã.
Algumas personalidades brasileiras de diversas áreas de atuação moram ou moraram na região como: Ayrton Senna, Gianfrancesco Guarnieri, Hilda Hilst, Maria Adelaide Amaral, Rita Lee, Arnaldo Baptista, Renato Teixeira, Jayme Monjardim, Almir Sater, Vanusa, Antônio Marcos, Elis Regina, Norma Blum, Zé Geraldo, Sérgio Reis,  Lívia Andrade e os próprios Mamonas Assassinas.

## Turismo ecológico
A Serra  abriga o Parque Estadual da Cantareira uma das maiores Unidades de Conservação de Proteção Integral do Brasil, com cerca de 7.900 hectares de mata tropical nativa. O parque é dividido em quatro núcleos principais, cada um com características e atrações próprias. O [[Núcleo Pedra Grande é conhecido pela trilha que leva ao mirante da Pedra Grande, a 1.010 metros de altitude, proporcionando uma vista ampla da cidade de São Paulo. Além disso, oferece trilhas de diferentes níveis de dificuldade, como a Trilha da Bica, Trilha do Bugio e Trilha das Figueiras. O Núcleo Engordador destaca-se por suas trilhas, cachoeiras, riachos, áreas para piquenique, parquinho infantil, viveiro e trilha de mountain bike, sendo uma opção para famílias e iniciantes. O Núcleo Cabuçu, inaugurado em 2008, é o mais novo e maior do parque, com atrações como a Barragem do Cabuçu, Recanto do Bugio e trilhas de fácil acesso, como a Trilha da Jaguatirica, Trilha Tapiti e Trilha Sagui. Já o Núcleo Águas Claras, menos visitado, também oferece trilhas e contato direto com a natureza, sendo voltado para a educação ambiental e preservação dos rios.
Outro destaque é o Parque Estadual Albert Loefgren, conhecido como Horto Florestal. Essa unidade de conservação oferece playground, mirante, biblioteca, espaço para piquenique, quadras e pista de caminhada, além de abrigar o Museu Florestal Octávio Vecchi. Próximo à Serra da Cantareira está o Pico do Jaraguá, o ponto mais alto da cidade de São Paulo, com 1.135 metros de altitude, que oferece mirantes com vistas para a metrópole.
Possui cobertura vegetal de mata atlântica além de diversidade de fauna e flora, sendo tema de pesquisas e trabalhos acadêmicos. Muitos animais selvagens, característicos da mata, são vistos nas proximidades das luxuosas residências, como: macacos, bichos-preguiças, cobras, veados-mateiros, caxinguelês, quatis, jacus, alguns são raros e ameaçados de extinção, como: a onça parda, o gato do mato pequeno, o sagui da serra escuro e a jaguatirica. Segundo Marcio Port Carvalho, pesquisador científico do Instituto Florestal, na Cantareira estão 45% das espécies de médios e grandes mamíferos de todo o estado de São Paulo e 14% do Brasil. Abriga cerca de 200 espécies de aves, dentre elas: o tucano-de-bico-verde e o macuco, além de diversas espécies de árvores, como o jacarandá-paulista, cedro-rosa, ipê e araucárias.
É uma região montanhosa de serras alongadas que apresenta vales, mirantes, pedreiras, represas, lagos artificiais, rios e riachos. Contém mananciais que produzem 33 mil litros de água por segundo, além de ser a nascente de diversos córregos como o Cabuçu de Baixo. A vegetação é preservada nas áreas de maior altitude e de proteção ambiental. Suas altitudes variam entre 750 a 1 215 metros.
Apresenta o clima Tropical Úmido Serrano da Cantareira – Jaraguá com temperatura média anual de 18,2 °C; aproximadamente de 1 a 2 graus a menos do que a cidade de São Paulo, e precipitação média anual de 1 400mm. É subdividido em dois mesoclimas: (IIA1) os maciços e serras da face meridional da Cantareira e Jaraguá, onde está inserido o Parque da Cantareira, e (IIA2) os maciços e serras da face setentrional da Cantareira e Jaraguá, ocupando os topos voltados para a Bacia do Juqueri. e ao fundo a Serra da Cantareira e a Zona Norte paulistana. Além disso, tem sido popularmente difundida a ideia de que a Serra da Cantareira, com seus 64 800 ha, possui a maior floresta urbana do mundo. Entretanto, há outras florestas também importantes, como a do Parque Estadual da Pedra Branca (12 500 ha), que, apesar de ser menor que a Cantareira, sua área florestal não pertence (assim como não compartilha com) a outras cidades da Grande São Paulo como a 'Cantareira' pertence (compartilha).
A região conta com restaurantes e cafés integrados à natureza, voltados para quem busca experiências gastronômicas diferenciadas. Além disso, há opções de esportes radicais e hospedagens em meio à natureza, tornando-se um destino diversificado para lazer.

## Atualidade
Localizada a 27 km do marco zero da cidade de São Paulo, a Serra é uma atração turística paulista devido aos seus parques, trilhas, cachoeiras e construções históricas. Apresenta também áreas destinadas à realização de eventos, principalmente casamentos.
A região é alvo do mercado imobiliário, que desenvolve projetos de alto padrão em virtude da arborização local. Seus principais bairros nobres estão localizados na cidade de Mairiporã, porém no sopé paulistano e suas adjacências há um crescimento desse tipo de loteamento, em especial no distrito do Tremembé, uma das regiões paulistanas que mais se valorizou nos últimos anos. A região oferece ambiente mais silencioso e com menor poluição em comparação ao restante da cidade, além de índices de criminalidade considerados baixos. 
A Serra sofre atualmente diversos impactos e ameaças como as ocupações irregulares, desmatamentos e despejo ilegal de lixo e entulho. Devido a essas ocupações a região ganha no ano de 2010 o monitoramento por satélite, que mapeia em tempo real os locais em que há suspeita de ocorrência de crimes ambientais. Esse projeto é desenvolvido pela Polícia Ambiental paulistana, sendo completamente digital. Os policiais terão notebooks com todas as informações necessárias para verificar se os locais suspeitos estão regularizados. Para construir uma casa é necessário o licenciamento ambiental que deve ser feito no Departamento Estadual de Proteção de Recursos Naturais (DPRN).
Além do Parque Estadual da Cantareira, há o Parque Estadual do Jaraguá, que se localiza em torno do Pico do Jaraguá, que é considerado o ponto mais alto da cidade de São Paulo. Além de dois novos parques estaduais, equivalentes a área de 35 parques Villa Lobos, que serão destinados à pesquisa e ao ecoturismo.
Há projetos de construção de cinco pequenas usinas hidrelétricas na Serra e adjacências, fato que atemoriza os prefeitos, ambientalistas e agricultores, devido aos possíveis impactos ambientais. Causando uma mobilização contrária ao projeto da Companhia de Saneamento Básico de São Paulo (Sabesp). Outras polêmicas foram geradas nos últimos anos, como a autorização legal para a construção da sede de um grupo religioso, um complexo arquitetônico em estilo ítalo-provençal situado num terreno de 96 176 metros quadrados de pastos de um antigo haras e mata nativa  e de um pequeno shopping, localizado a 14 metros de uma área de preservação. Corre sério risco de degradação ambiental, juntamente com o Parque do Horto Florestal, com a construção do Trecho Norte do Rodoanel Mário Covas. Especula-se que a obra viária pode comprometer o Sistema Cantareira, afetando o abastecimento de água da cidade de São Paulo.
O acesso à Serra  pode ser feito de carro, com rotas pela Marginal Tietê, Rodovia Presidente Dutra e Fernão Dias, sentido Mairiporã.